# NGC 7551
NGC 7551 ist eine Galaxie vom Hubble-Typ S im Sternbild Pegasus nördlich des Himmelsäquators.
Das Objekt wurde am 3. November 1864 vom deutschen Astronomen Albert Marth entdeckt.